# Zdravko Dučmelić
Zdravko Dučmelić (1923, Vinkovci, Reino de los Serbios, Croatas y Eslovenos - 1989, Buenos Aires, Argentina) fue un pintor surrealista de origen croata naturalizado argentino desde 1958.
Sus imágenes metafísicas lo acercan al surrealismo argentino de Roberto Aizenberg y Xul Solar, relacionándose fuertemente con la narrativa de Jorge Luis Borges a quien lo unió una profunda admiración y amistad.

## Trayectoria
Dučmelić nació en 1923 en Vinkovci (hoy Croacia) donde terminó los estudios secundarios. Cursó estudios en Zagreb y entre 1946-48 en Roma y perfeccionándose en la Academia de San Fernando de Madrid.
Emigró a la Argentina en 1949 radicándose en Mendoza donde tuvo exposiciones en las galerías porteñas van Riel y Wildenstein. En Mendoza realizó, durante casi treinta años de estadía, la mayor parte de su obra artística. Enseñó en la Universidad Nacional de Cuyo y ejerció la dirección de su escuela de arte entre 1963 y 1966 donde fue homenajeado con el título de Profesor Honorario por la Universidad Nacional de Cuyo. En 1981 fue invitado por la Universidad de San Marcos de Lima y en 1982 ganó el "Premio Adquisición Gobierno de Santa Fe" del LIX Salón Anual de Santa Fe".
Ilustró "Once rostros y un poema" de Alberto Girri y "Laberintos" de Jorge Luis Borges (Ed. De Arte Gaglianone, Bs. As., 1983). Era muy admirado por el escritor.
Ducmelic falleció en Buenos Aires en 1989. Al conmemorarse 100 años de su natalicio, el día 16 de julio de 2023 se realizó un homenaje por parte de la Asociación Croata de Mendoza, la Embajada de la República de Croacia en Argentina y la Municipalidad de la Ciudad de Mendoza (Argentina).   El mencionado homenaje tuvo lugar en el Teatro Municipal Julio Quintanilla, donde se expusieron obras del pintor croata argentino. 